# Podalia orsilochus
Podalia orsilochus is een vlinder uit de familie van de Megalopygidae. De wetenschappelijke naam van de soort is voor het eerst geldig gepubliceerd in 1775 door Cramer.
De vlinder komt voor in Argentinië. Zijn rupsen zijn berucht omdat zij bedekt zijn met twee typen borstelharen. De kortere daarvan zijn hol en gevuld met gif, geproduceerd in een klier aan de basis van de borstelhaar. De langere zijn onschadelijk en geven de rups zijn wollige bruine uiterlijk. Bij aanraking ontstaan onmiddellijk laesies op de menselijke huid die lange tijd vergen om te helen. De steek kan intense, branderige pijn veroorzaken en veroorzaakt roodheid. Het gif bevat een aanzienlijke fractie eiwitten die DNA binden en veroorzaakt necrose in de epidermis.